# Sud Airlines
"Le ciel à votre portée"
Sud Airlines était une compagnie aérienne française basée sur l'aéroport de Marseille et assurant du transport à la demande de passagers, de fret et du transport sanitaire evasan.

## Histoire

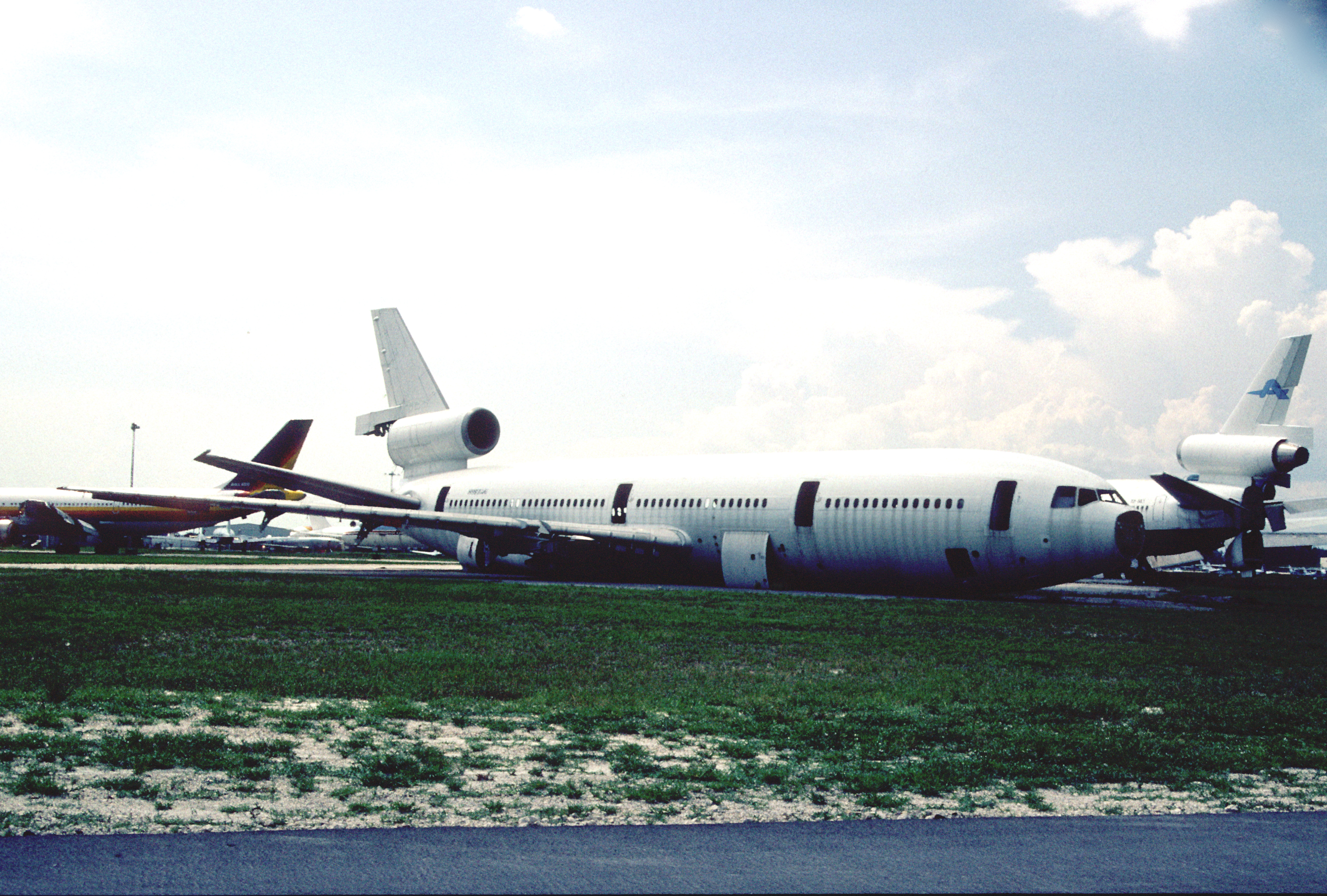
DC-10 F-GTDG de Sud Airlines, dernière compagnie à l'exploiter avant son ferraillage à Opa Locka le 10 janvier 2005

Sud Airlines a été formée pour reprendre les contrats de la défunte compagnie charter française Aéris (1999-2003).
Il s'agit de l'ancienne compagnie Heli Air Jet créée en 1998 et basée dans le Var qui possédait un hélicoptère BELL 47.
Les actionnaires étaient au nombre de trois, Monsieur Thomas Michel d'Annoville, Jacques et Marie-Madeleine Zghinou.
Le gérant était Monsieur Thomas Michel d'Annoville (Directeur Général et actionnaire de la compagnie Octavia Airlines).
Elle était basée sur l'aéroport de Marseille et son siège social sur Aix en Provence.
Elle exploitait des vols charters et des vols vacances vers l’Asie, l'Afrique et les Caraïbes en Douglas DC-10 venant de la flotte d'AOM French Airlines.
Associé au tour-opérateur suisse Avione, Sud Airlines et deux autres actionnaires envisageait la reprise de l'activité charter long courrier d'Aéris pour le TO Avione en créant une nouvelle compagnie nommée Air Alisson avec la reprise de 146 salariés d'Aéris. Le capital d'Air Alisson aurait été constitué à 49 % par Avione, associé pour l’occasion à la compagnie charter Sud Airlines (40 %) et à deux autres actionnaires (11 %),,. Elle ne verra jamais le jour en raison de la faillite du tour-opérateur Avione due à la disparition d'Aéris et Eurojet Airlines.
La compagnie aérienne a cessé ses activités en 2005.

## Le réseau
- Afrique
- Asie
- Caraïbes

## Flotte
- Douglas DC-10-30 immatriculé F-GTDG[7] (configuration: 32 sièges First, 275 sièges Eco)[8].